# Vergine nera di Częstochowa

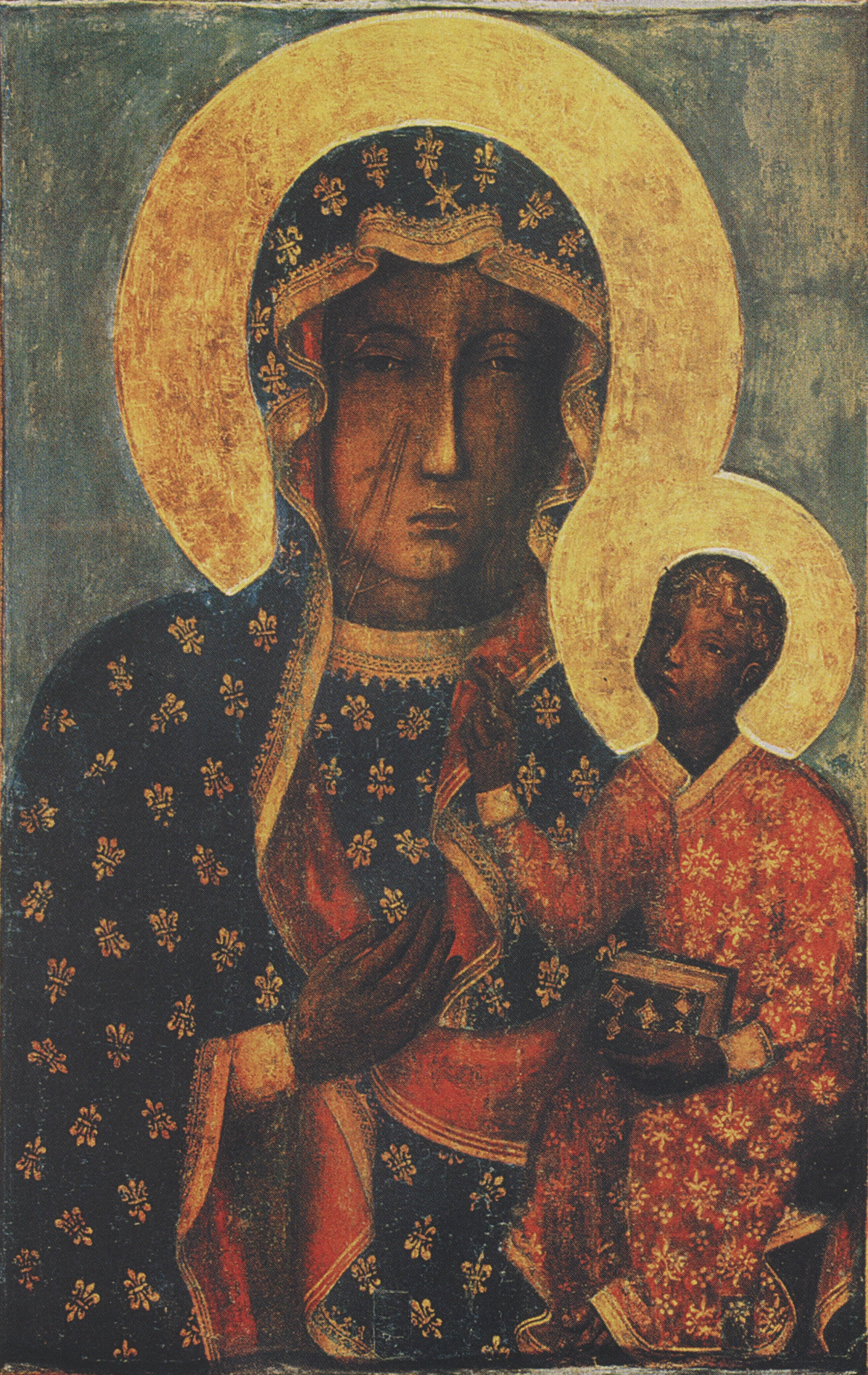
Vergine Nera di Czestochowa

La Vergine Nera di Częstochowa (Czarna Madonna oppure Matka Boska Częstochowska in polacco, Imago thaumaturga Beatae Virginis Mariae Immaculatae Conceptae, in Claro Monte, in latino) è un'icona mariana, custodita presso il santuario di Częstochowa.

## Storia
La Vergine Nera di Częstochowa (nota anche come Madonna nera) è un'icona di tradizione medioevale bizantina della Madonna col Bambino. 
La tradizione vuole che sia stata dipinta, su un asse di legno proveniente dal tavolo della Sacra Famiglia, da San Luca, che essendo contemporaneo alla Madonna ne avrebbe dipinto il vero volto. Nel 1382 l'icona venne portata al Santuario di Częstochowa a Jasna Góra dal principe Ladislao di Opole. Nel 1430, durante le guerre degli Ussiti, l'icona venne profanata a colpi d'ascia che le avrebbero provocato un sanguinamento miracoloso, e ancora oggi sono visibili gli sfregi. Per i polacchi Częstochowa si identifica con la storia delle lotte per l'indipendenza nazionale polacca.
In occasione del suo viaggio apostolico in Polonia (31 maggio - 10 giugno 1997), il 4 giugno 1997 papa Giovanni Paolo II si rivolse in preghiera alla Vergine Maria nella cappella del santuario di Czestochowa. Il 26 agosto 2020, nella giornata in cui la Chiesa in Polonia celebra la Solennità della Madonna Nera di Czestochowa, papa Francesco ha affidato la Polonia e tutta l'umanità alla materna protezione della Madonna Nera.
Alla Madonna di Częstochowa è dedicato un canto religioso (Madonna Nera), il cui testo in italiano è dovuto a Padre Adelfio Cimini. L'8 dicembre 2019, la Pontificia Unione Missionaria ha organizzato una cerimonia solenne per l'affidamento delle missioni cattoliche alla Vergine nera di Częstochowa.